# گروه آموزشی

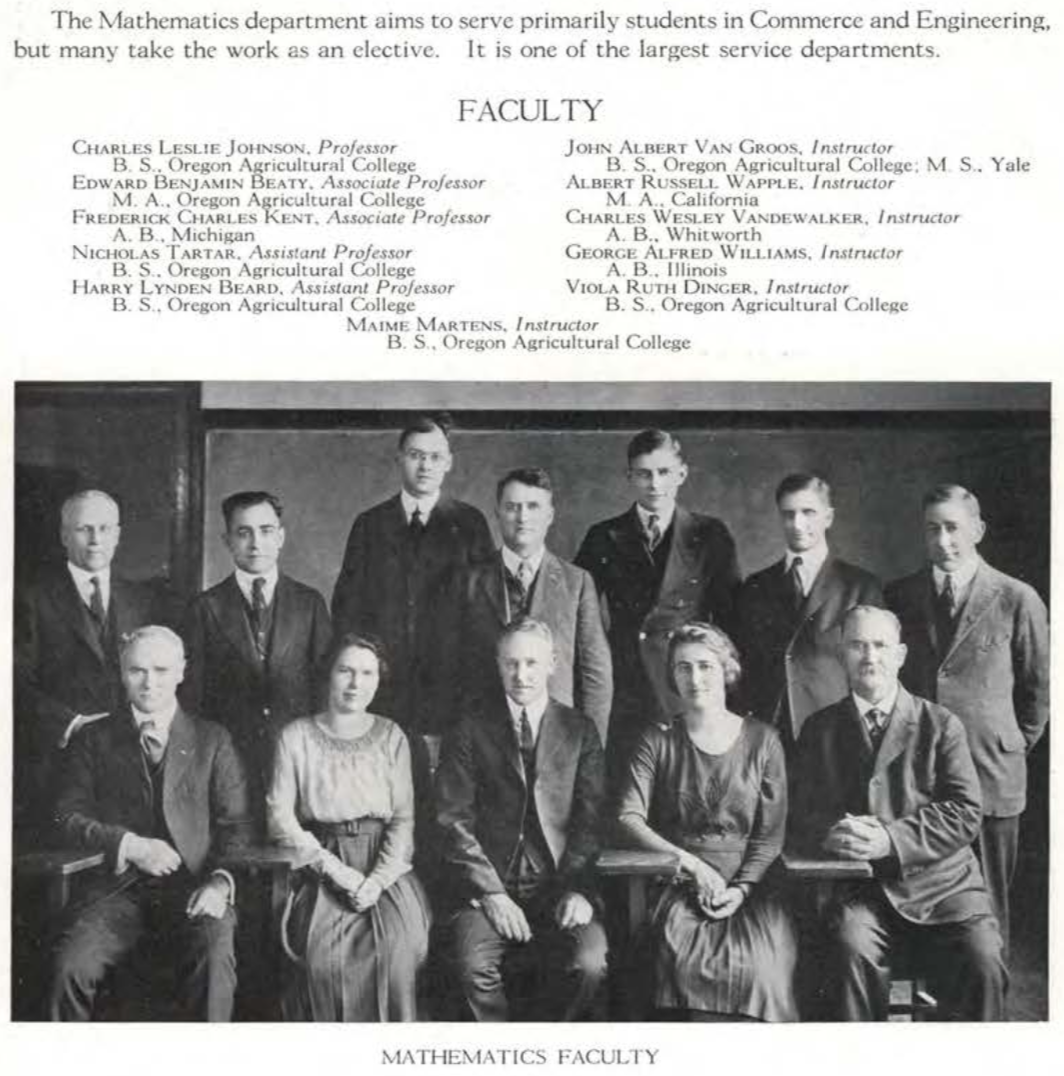
دپارتمان

گروه آموزشی یا دپارتمان (به انگلیسی: Academic department) بخشی از یک دانشگاه یا دانشکده یا «آموزشکده» است که در زمینهٔ یک رشتهٔ تخصصی فعالیت می‌کند. معمولاً یک گروه آموزشی به مجموعه‌ای از اعضای هیئت علمی و دانشجویانی گفته می‌شود که در یک دانشگاه، در یک رشتهٔ علمی مشغول تحصیل و فعالیت علمی هستند. در چارت سازمانیِ یک دانشگاه، معمولاً گروه‌های آموزشی زیرشاخه‌های دانشکده‌ها هستند.
گروه آموزشی توسط یکی از اعضای هیئت علمی که توسط سایر اعضای گروه یا از طرف رئیس دانشکده یا رئیس دانشگاه انتخاب می‌شود اداره می‌شود.